# Saison 2020-2021 du Stade toulousain
Cette page présente la saison 2020-2021 du Stade toulousain en Top 14 et en Coupe d'Europe.
Le Stade toulousain remporte les deux compétitions en battant à deux reprises le Stade rochelais en finale.

## Transferts
Alexandre Manukula, deuxième ligne français est de retour de prêt du Colomiers rugby, mais est prêté de nouveau pour la saison 2020-2021 à Aviron bayonnais.
Tristan Tedder et Jarrod Poï sont eux prêtés à l'AS Béziers. En octobre 2020, Tristan Tedder revient à Toulouse pour épauler le club durant la période internationale.

### Jokers
| Nom                 | Poste  | Nationalité sportive | Joker de         | Nature du joker | Dernier club | Mois d'arrivée | Prolongation |
| ------------------- | ------ | -------------------- | ---------------- | --------------- | ------------ | -------------- | ------------ |
| Juan Cruz Mallía    | Centre | Argentine            | Lucas Tauzin     | Médical         | Jaguares     | Janvier 2021   |              |
| Santiago Chocobares | Centre | Argentine            | Sofiane Guitoune | Médical         | Jaguares     | Mai 2021       |              |

En janvier 2021, Juan Cruz Mallía rejoint le Stade toulousain en qualité de joker médical de Lucas Tauzin. Il joue son premier match le 20 février 2021 au Stade de Gerland face au Lyon olympique universitaire.

## Équipe professionnelle

### Effectif
| Nom                  | Poste                  | Naissance         | Nationalité sportive | Sélections (points) | Club précédent        | Arrivée au club (année) |
| -------------------- | ---------------------- | ----------------- | -------------------- | ------------------- | --------------------- | ----------------------- |
| David Ainu'u         | Pilier                 | 20 novembre 1999  | États-Unis           | 9 (0)               | Formé au club         | 2018                    |
| Dorian Aldegheri     | Pilier                 | 4 août 1993       | France               | 7 (0)               | Formé au club         | 2013                    |
| Cyril Baille         | Pilier                 | 15 septembre 1993 | France               | 24 (5)              | Formé au club         | 2012                    |
| Clément Castets      | Pilier                 | 5 mai 1996        | France               | -20 ans             | Formé au club         | 2017                    |
| Charlie Faumuina     | Pilier                 | 24 décembre 1986  | Nouvelle-Zélande     | 50 (20)             | Blues                 | 2017                    |
| Rodrigue Neti        | Pilier                 | 28 avril 1995     | France               | 2 (0)               | Formé au club         | 2014                    |
| Paulo Tafili         | Pilier                 | 15 février 1996   | France               | -                   | Formé au club         | 2019                    |
| Guillaume Cramont    | Talonneur              | 29 décembre 2000  | France               | -20 ans             | US Dax                | 2019                    |
| Guillaume Marchand   | Talonneur              | 5 juin 1998       | France               | -20 ans             | Formé au club         | 2018                    |
| Julien Marchand      | Talonneur              | 10 mai 1995       | France               | 10 (0)              | Formé au club         | 2014                    |
| Peato Mauvaka        | Talonneur              | 10 janvier 1997   | France               | 6 (0)               | Formé au club         | 2014                    |
| Richie Arnold        | Deuxième ligne         | 1er juillet 1990  | Australie            | -                   | Yamaha Júbilo         | 2019                    |
| Rory Arnold          | Deuxième ligne         | 1er juillet 1990  | Australie            | 26 (0)              | Brumbies              | 2019                    |
| Thibaud Flament      | Deuxième ligne         | 29 avril 1997     | France               | -                   | Wasps                 | 2020                    |
| Emmanuel Meafou      | Deuxième ligne         | 12 juillet 1998   | Australie            |                     | NSW Country Eagles    | 2019                    |
| Iosefa Tekori        | Deuxième ligne         | 17 décembre 1983  | Samoa                | 40 (20)             | Castres olympique     | 2013                    |
| François Cros        | Troisième ligne aile   | 25 mars 1994      | France               | 8 (0)               | Formé au club         | 2016                    |
| Rynhardt Elstadt     | Troisième ligne aile   | 20 décembre 1989  | Afrique du Sud       | 2 (0)               | Stormers              | 2017                    |
| Louis-Benoît Madaule | Troisième ligne aile   | 24 septembre 1988 | France               | -20 ans             | Union Bordeaux Bègles | 2018                    |
| Antoine Miquel       | Troisième ligne aile   | 20 juin 1994      | France               | -                   | SU Agen               | 2019                    |
| Alban Placines       | Troisième ligne aile   | 23 avril 1993     | France               | -20 ans             | Biarritz olympique    | 2018                    |
| Jerome Kaino         | Troisième ligne centre | 6 avril 1983      | Nouvelle-Zélande     | 81 (60)             | Blues                 | 2018                    |
| Selevasio Tolofua    | Troisième ligne centre | 31 mai 1997       | France               | 1 (0)               | Formé au club         | 2016                    |
| Alexi Balès          | Demi de mêlée          | 30 septembre 1990 | France               | -20 ans             | Stade rochelais       | 2020                    |
| Antoine Dupont       | Demi de mêlée          | 15 novembre 1996  | France               | 28 (40)             | Castres olympique     | 2017                    |
| Théo Idjellidaine    | Demi de mêlée          | 15 mars 2001      | France               |                     | Formé au club         | 2019                    |
| Baptiste Germain     | Demi de mêlée          | 21 novembre 2000  | France               | -20 ans             | Union Bordeaux Bègles | 2020                    |
| Zack Holmes          | Demi d'ouverture       | 30 mai 1990       | Australie            | à 7                 | Stade rochelais       | 2017                    |
| Romain Ntamack       | Demi d'ouverture       | 1er mai 1999      | France               | 18 (122)            | Formé au club         | 2017                    |
| Pita Ahki            | Centre                 | 24 septembre 1992 | Nouvelle-Zélande     | à 7                 | Connacht              | 2018                    |
| Santiago Chocobares  | Centre                 | 31 mai 1999       | Argentine            | 2 (0)               | Jaguares              | 2021                    |
| Pierre Fouyssac      | Centre                 | 17 mars 1995      | France               | -20 ans             | SU Agen               | 2018                    |
| Sofiane Guitoune     | Centre                 | 29 mars 1989      | France               | 9 (15)              | Union Bordeaux Bègles | 2016                    |
| Juan Cruz Mallía     | Centre                 | 11 septembre 1996 | Argentine            | 6 (10)              | Jaguares              | 2021                    |
| Lucas Tauzin         | Centre                 | 21 mai 1998       | France               | -20 ans             | Formé au club         | 2017                    |
| Arthur Bonneval      | Ailier                 | 31 mai 1995       | France               | -20 ans             | Formé au club         | 2013                    |
| Yoann Huget          | Ailier                 | 2 juin 1987       | France               | 62 (70)             | Aviron bayonnais      | 2012                    |
| Cheslin Kolbe        | Ailier                 | 28 octobre 1993   | Afrique du Sud       | 14 (40)             | Stormers              | 2017                    |
| Matthis Lebel        | Ailier                 | 25 mars 1999      | France               | -20 ans             | Formé au club         | 2018                    |
| Maxime Marty         | Ailier                 | 27 février 1998   | France               | -20 ans             | Stade montois         | 2020                    |
| Maxime Médard        | Arrière                | 16 novembre 1986  | France               | 63 (73)             | Formé au club         | 2004                    |
| Thomas Ramos         | Arrière                | 23 juillet 1995   | France               | 14 (30)             | Colomiers rugby       | 2013                    |

### Capitaine
Julien Marchand reste le capitaine habituel du Stade toulousain. Il est toujours suppléé par Jerome Kaino, vice-capitaine de l'équipe depuis le printemps 2019, rejoint cette saison par Maxime Médard, Yoann Huget et Antoine Dupont notamment lors de la finale de la Coupe d'Europe.

### Débuts professionnels
| Nom               | Poste                | Date              | Adversaire           | Stade                  | Âge    | Compétition | Matchs (points) |
| ----------------- | -------------------- | ----------------- | -------------------- | ---------------------- | ------ | ----------- | --------------- |
| Yannick Youyoutte | Troisième ligne aile | 10 octobre 2020   | Racing 92            | Paris La Défense Arena | 21 ans | Top 14      | 10 (0)          |
| Dimitri Delibes   | Centre               | 1er décembre 2020 | Stade français Paris | Stade Jean-Bouin       | 21 ans | Top 14      | 6 (20)          |
| Joshua Brennan    | Deuxième ligne       | 5 décembre 2020   | Aviron bayonnais     | Stade Jean-Dauger      | 19 ans | Top 14      | 2 (0)           |
| Simon Renda       | Ailier               | 17 avril 2021     | Castres olympique    | Stade Pierre-Fabre     | 20 ans | Top 14      | 3 (0)           |
| Romain Riguet     | Centre               | 17 avril 2021     | Castres olympique    | Stade Pierre-Fabre     | 20 ans | Top 14      | 1 (0)           |
| Paul Mallez       | Pilier               | 15 mai 2021       | Aviron bayonnais     | Stade Ernest-Wallon    | 19 ans | Top 14      | 1 (0)           |

### Staff
Le staff d'encadrement de l'équipe professionnelle du Stade toulousain est celui-ci :

#### Entraîneurs
| Nom                 | Rôle                                          | Nationalité sportive | Ancien club      | Ancienne fonction     | Ancien joueur du club | Année d'arrivée |
| ------------------- | --------------------------------------------- | -------------------- | ---------------- | --------------------- | --------------------- | --------------- |
| Ugo Mola            | Manager, entraîneur principal                 | France               | SC Albi          | Entraîneur principal  | Oui                   | 2015            |
| Jean Bouilhou       | Entraîneur des avants                         | France               | US Montauban     | Entraîneur            | Oui                   | 2020            |
| Clément Poitrenaud  | Entraîneur des arrières                       | France               | Sharks           | Joueur                | Oui                   | 2017            |
| Laurent Thuéry      | Entraîneur de la défense                      | France               | Stade toulousain | Analyste vidéo        | Oui                   | 2015            |
| Virgile Lacombe     | Entraîneur assistant, responsable de la mêlée | France               | LOU rugby        | Joueur                | Oui                   | 2019            |
| Alan-Basson Zondagh | Entraîneur assistant, responsable des skills  | Afrique du Sud       | Sharks           | Entraîneur des skills | Non                   | 2019            |
| Jérôme Cazalbou     | Manager du haut niveau                        | France               | Stade toulousain | Joueur                | Oui                   | 2018            |

| - Philippe Izard (médecin) - Benoît Castéra (kinésithérapeute) - Bruno Jouan (kinésithérapeute, ostéopathe) - Michel Laurent (kinésithérapeute) - Frédéric Sanchez (ostéopathe) | - Allan Ryan (principal) - Sébastien Carrat (assistant) - Bernard Baïsse (assistant) - Florent Lokteff (assistant) - Zeba Traoré (réhabilitation) - Saad Drissi (responsable de la data) |

| - Frédérick Gabas (principal) - Etienne Quemin (assistant) | - Pierre Poiroux (coordinateur) - Stéphane Pons (responsable des équipements et logistique) |

## Calendrier et résultats
R : Match reporté à une date ultérieure en raison de la pandémie de Covid-19.

### Calendrier
| Date du match     | Domicile              | Extérieur             | Score            | Lieu du match                | Catégorie                         | Classement |
| ----------------- | --------------------- | --------------------- | ---------------- | ---------------------------- | --------------------------------- | ---------- |
| 14 août 2020      | AS Béziers            | Stade toulousain      | 21 - 43          | Stade Raoul-Barrière         | Amical                            | —          |
| 22 août 2020      | Stade rochelais       | Stade toulousain      | 00 - 38          | Stade municipal de Beaublanc | Amical                            | —          |
| 28 août 2020      | Stade toulousain      | Montpellier HR        | Annulé           | Stade Ernest-Wallon          | Amical                            | —          |
| 6 septembre 2020  | ASM Clermont          | Stade toulousain      | 33 - 30          | Stade Marcel-Michelin        | 01re journée de Top 14            | 11e        |
| 12 septembre 2020 | Stade toulousain      | Stade rochelais       | 39 - 23          | Stade Ernest-Wallon          | 02e journée de Top 14             | 5e         |
| 20 septembre 2020 | Stade toulousain      | Ulster                | 36 - 08          | Stade Ernest-Wallon          | Quart de finale d'ERCC1 2019-2020 | Qualifié   |
| 26 septembre 2020 | Exeter Chiefs         | Stade toulousain      | 28 - 18          | Sandy Park                   | Demi-finale d'ERCC1 2019-2020     | Éliminé    |
| 4 octobre 2020    | Stade toulousain      | RC Toulon             | 39 - 19          | Stade Ernest-Wallon          | 03e journée de Top 14             | 2e         |
| 10 octobre 2020   | Racing 92             | Stade toulousain      | 24 - 30          | Paris La Défense Arena       | 04e journée de Top 14             | 1er        |
| 17 octobre 2020   | CA Brive              | Stade toulousain      | 16 - 36          | Stade Amédée-Domenech        | 05e journée de Top 14             | 1er        |
| 24 octobre 2020   | Stade toulousain      | Lyon OU               | 07 - 16          | Stade Ernest-Wallon          | 06e journée de Top 14             | 1er        |
| 1er novembre 2020 | Stade français        | Stade toulousain      | 48 - 14          | Stade Jean-Bouin             | 07e journée de Top 14             | 3e         |
| 7 novembre 2020   | Stade toulousain      | Castres olympique     | 16 - 16          | Stade Ernest-Wallon          | 08e journée de Top 14             | 4e         |
| 14 novembre 2020  | Section paloise       | Stade toulousain      | 16 - 22          | Stade du Hameau              | 09e journée de Top 14             | 2e         |
| 28 novembre 2020  | Stade toulousain      | SU Agen               | 63 - 18          | Stade Ernest-Wallon          | 10e journée de Top 14             | 2e         |
| 5 décembre 2020   | Aviron bayonnais      | Stade toulousain      | 20 - 24          | Stade Jean-Dauger            | 11e journée de Top 14             | 2e         |
| 11 décembre 2020  | Ulster                | Stade toulousain      | 22 - 29          | Kingspan Stadium             | 01re journée d'ERCC1              | 4e         |
| 20 décembre 2020  | Stade toulousain      | Exeter Chiefs         | Annulé (28 - 00) | Stade Ernest-Wallon          | 02e journée d'ERCC1               | 3e         |
| 27 décembre 2020  | Stade toulousain      | Union Bordeaux Bègles | 45 - 23          | Stade Ernest-Wallon          | 12e journée de Top 14             | 2e         |
| 2 janvier 2021    | Montpellier HR        | Stade toulousain      | 09 - 16          | GGL Stadium                  | 13e journée de Top 14             | 2e         |
| 10 janvier 2021   | Stade toulousain      | Stade français        | 48 - 24          | Stade Ernest-Wallon          | 14e journée de Top 14             | 1er        |
| N/A               | Exeter Chiefs         | Stade toulousain      | Annulé           | Sandy Park                   | 03e journée d'ERCC1               | N/A        |
| N/A               | Stade toulousain      | Ulster                | Annulé           | Stade Ernest-Wallon          | 04e journée d'ERCC1               | N/A        |
| 23 janvier 2021   | SU Agen               | Stade toulousain      | 00 - 59          | Stade Armandie               | 19e journée de Top 14             | 1er        |
| 12 février 2021   | Stade toulousain      | Section paloise       | 31 - 09          | Stade Ernest-Wallon          | 16e journée de Top 14             | 1er        |
| 20 février 2021   | Lyon OU               | Stade toulousain      | 31 - 23          | Matmut Stadium Gerland       | 17e journée de Top 14             | 3e         |
| 27 février 2021   | Stade rochelais       | Stade toulousain      | 11 - 14          | Stade Marcel-Deflandre       | 15e journée de Top 14             | 1er        |
| 6 mars 2021       | Stade toulousain      | CA Brive              | 42 - 17          | Stade Ernest-Wallon          | 18e journée de Top 14             | 1er        |
| 27 mars 2021      | Stade toulousain      | Montpellier HR        | 16 - 29          | Stade Ernest-Wallon          | 20e journée de Top 14             | 1er        |
| 3 avril 2021      | Munster               | Stade toulousain      | 33 - 40          | Thomond Park                 | Huitième de finale d'ERCC1        | Qualifié   |
| 11 avril 2021     | ASM Clermont          | Stade toulousain      | 12 - 21          | Stade Marcel-Michelin        | Quart de finale d'ERCC1           | Qualifié   |
| 17 avril 2021     | Castres olympique     | Stade toulousain      | 26 - 24          | Stade Pierre-Fabre           | 21e journée de Top 14             | 1er        |
| 24 avril 2021     | Stade toulousain      | Racing 92             | 34 - 16          | Stade Ernest-Wallon          | 22e journée de Top 14             | 1er        |
| 1er mai 2021      | Stade toulousain      | Union Bordeaux Bègles | 21 - 9           | Stade Ernest-Wallon          | Demi-finale d'ERCC1               | Qualifié   |
| 8 mai 2021        | RC Toulon             | Stade toulousain      | 44 - 10          | Stade Mayol                  | 23e journée de Top 14             | 1er        |
| 15 mai 2021       | Stade toulousain      | Aviron bayonnais      | 28 - 32          | Stade Ernest-Wallon          | 24e journée de Top 14             | 1er        |
| 22 mai 2021       | Stade rochelais       | Stade toulousain      | 17 - 22          | Stade de Twickenham          | Finale d'ERCC1                    | Champion   |
| 29 mai 2021       | Stade toulousain      | ASM Clermont          | 36 - 27          | Stade Ernest-Wallon          | 25e journée de Top 14             | 1er        |
| 5 juin 2021       | Union Bordeaux Bègles | Stade toulousain      | 10 - 21          | Stade Chaban-Delmas          | 26e journée de Top 14             | 1er        |
| 19 juin 2021      | Stade toulousain      | Union Bordeaux Bègles | 24 - 21          | Stade Pierre-Mauroy          | Demi-finale de Top 14             | Qualifié   |
| 25 juin 2021      | Stade toulousain      | Stade rochelais       | 18 - 8           | Stade de France              | Finale de Top 14                  | Champion   |

### Phase finale de la Coupe d'Europe 2019-2020
| Quart de finale 20 septembre 2020 13 h 30 | Stade toulousain | 36 - 08 (15 - 03) | Ulster                                                 | Stade Ernest-Wallon, Toulouse 5 000 spectateurs Arbitre : Wayne Barnes |
| Quart de finale 20 septembre 2020 13 h 30 | Essai(s) : 5 Kolbe (2e, 38e), Dupont (49e), Ahki (61e), Ramos (66e) Transformation(s) : 4 Ramos (40e, 51e, 62e, 68e) Pénalité(s) : 1 Ramos (13e) |                   | Essai(s) : 1 Cooney (71e) Pénalité(s) : 1 Cooney (25e) | Stade Ernest-Wallon, Toulouse 5 000 spectateurs Arbitre : Wayne Barnes |
| Quart de finale 20 septembre 2020 13 h 30 | |                   |                                                        | Stade Ernest-Wallon, Toulouse 5 000 spectateurs Arbitre : Wayne Barnes |

| Demi-finale 26 septembre 2020 16 h 30 | Exeter Chiefs | 28 - 18 (14 - 11) | Stade toulousain                                                                                           | Sandy Park, Exeter Arbitre : Andrew Brace |
| Demi-finale 26 septembre 2020 16 h 30 | Essai(s) : 4 Williams (31e, 60e), S. Simmonds (40e), J. Simmonds (70e) Transformation(s) : 4 J. Simmonds (32e, 40e+1, 61e, 71e) |                   | Essai(s) : 2 Placines (36e), Lebel (76e) Transformation(s) : 1 Ramos (76e) Pénalité(s) : 2 Ramos (5e, 14e) | Sandy Park, Exeter Arbitre : Andrew Brace |
| Demi-finale 26 septembre 2020 16 h 30 | |                   | | Sandy Park, Exeter Arbitre : Andrew Brace |

### Coupe d'Europe 2020-2021
| 1re journée 11 décembre 2020 21 h 00 | Ulster Rugby | 22 - 29 (12 - 14) | Stade toulousain | Kingspan Stadium, Belfast 500 spectateurs Arbitre : Matthew Carley |
| 1re journée 11 décembre 2020 21 h 00 | Essai(s) : 3 Herring (13e, 56e), Madigan (16e) Transformation(s) : 2 Cooney (14e, 57e) Pénalité(s) : 1 Cooney (43e) |                   | Essai(s) : 4 Kolbe (19e, 64e), Dupont (38e), Arnold (52e) Transformation(s) : 3 Ramos (20e, 39e, 53e) Pénalité(s) : 1 Ramos (76e) Carton(s) jaune(s) : 1 Médard (69e) | Kingspan Stadium, Belfast 500 spectateurs Arbitre : Matthew Carley |
| 1re journée 11 décembre 2020 21 h 00 | |                   | | Kingspan Stadium, Belfast 500 spectateurs Arbitre : Matthew Carley |

| 2e journée 20 décembre 2020 | Stade toulousain | Annulé (28 - 0 (tapis vert) | Exeter Chiefs | Stade Ernest-Wallon, Toulouse |
| 2e journée 20 décembre 2020 |                  |                             |               | Stade Ernest-Wallon, Toulouse |
| 2e journée 20 décembre 2020 |                  |                             |               | Stade Ernest-Wallon, Toulouse |

| 3e journée janvier 2021 | Exeter Chiefs | Annulé | Stade toulousain | Sandy Park, Exeter |
| 3e journée janvier 2021 |               |        |                  | Sandy Park, Exeter |
| 3e journée janvier 2021 |               |        |                  | Sandy Park, Exeter |

| 4e journée janvier 2021 | Stade toulousain | Annulé | Ulster Rugby | Stade Ernest-Wallon, Toulouse |
| 4e journée janvier 2021 |                  |        |              | Stade Ernest-Wallon, Toulouse |
| 4e journée janvier 2021 |                  |        |              | Stade Ernest-Wallon, Toulouse |

Phase finale
| Huitième de finale 3 avril 2021 16 h | Munster Rugby | 33 - 40 (16 - 9) | Stade toulousain | Thomond Park, Limerick 0 spectateurs Arbitre : Wayne Barnes |
| Huitième de finale 3 avril 2021 16 h | Essai(s) : 4 Earls (24e, 27e), Coombes (50e, 80e) Transformation(s) : 2 Carbery (51e), Casey (80e) Pénalité(s) : 3 Carbery (14e, 40e), Hanrahan (65e) Carton(s) jaune(s) : 1 Farrell (4e) | Rapport          | Essai(s) : 4 Lebel (42e), Marchand (54e), Dupont (67e, 76e) Transformation(s) : 4 Ntamack (43e, 55e, 68e, 77e) Pénalité(s) : 4 Ntamack (3e, 16e, 30e, 75e) Carton(s) jaune(s) : 1 Castets (80e) | Thomond Park, Limerick 0 spectateurs Arbitre : Wayne Barnes |
| Huitième de finale 3 avril 2021 16 h | | Rapport          | | Thomond Park, Limerick 0 spectateurs Arbitre : Wayne Barnes |

| Quart de finale 11 avril 2021 16 h | ASM Clermont                               | 12 - 21 (6 - 6) | Stade toulousain                                            | Stade Marcel-Michelin, Clermont-Ferrand 0 spectateurs Arbitre : Luke Pearce |
| Quart de finale 11 avril 2021 16 h | Pénalité(s) : 4 Parra (24e, 28e, 41e, 57e) | Rapport         | Pénalité(s) : 6 Ntamack (32e, 39e, 48e, 55e, 61e, 64e, 72e) | Stade Marcel-Michelin, Clermont-Ferrand 0 spectateurs Arbitre : Luke Pearce |
| Quart de finale 11 avril 2021 16 h |                                            | Rapport         |                                                             | Stade Marcel-Michelin, Clermont-Ferrand 0 spectateurs Arbitre : Luke Pearce |

| Demi-finale 1er mai 2021 16 h | Stade toulousain                                                                                                  | 21 - 9 (8 - 6) | Union Bordeaux Bègles                                                     | Stade Ernest-Wallon 0 spectateurs Arbitre : Wayne Barnes |
| Demi-finale 1er mai 2021 16 h | Essai(s) : 2 Lebel (5e), Dupont (71e) Transformation(s) : 1 Ntamack (72e) Pénalité(s) : 3 Ntamack (38e, 44e, 64e) | Rapport        | Pénalité(s) : 3 Jalibert (3e, 20e, 68e) Carton(s) jaune(s) : 1 Woki (25e) | Stade Ernest-Wallon 0 spectateurs Arbitre : Wayne Barnes |
| Demi-finale 1er mai 2021 16 h | | Rapport        |                                                                           | Stade Ernest-Wallon 0 spectateurs Arbitre : Wayne Barnes |

| Finale 22 mai 2021 17 h 45 | Stade rochelais                                                                                            | 17 - 22 (12 - 9) | Stade toulousain | Stade de Twickenham, Londres 10 000 spectateurs Arbitre : Luke Pearce |
| Finale 22 mai 2021 17 h 45 | Essai(s) : 1 Kerr-Barlow (72e) Pénalité(s) : 4 West (7e, 26e, 32e, 40e) Carton(s) rouge(s) : 1 Botia (27e) | Rapport          | Essai(s) : 1 Mallía (59e) Transformation(s) : 1 Ntamack (60e) Pénalité(s) : 5 Ntamack (4e, 10e, 37e, 46e, 69e) Carton(s) jaune(s) : 1 Elstadt (31e) | Stade de Twickenham, Londres 10 000 spectateurs Arbitre : Luke Pearce |
| Finale 22 mai 2021 17 h 45 | | Rapport          | | Stade de Twickenham, Londres 10 000 spectateurs Arbitre : Luke Pearce |

### Phase finale de Top 14
| Demi finale Samedi 19 juin 2021 21 h | Stade toulousain | 24 - 21 (14 - 7) | Union Bordeaux Bègles | Stade Pierre-Mauroy, Lille Arbitre : Tual Trainini |
| Demi finale Samedi 19 juin 2021 21 h | Essai(s) : 2 Ntamack (5e), Ramos (67e) Transformation(s) : 1 Ramos (68e) Pénalité(s) : 4 Ramos (11e, 18e, 35e, 59e) |                  | Essai(s) : 2 Lam (12e, 54e) Transformation(s) : 1 Jalibert (13e) Pénalité(s) : 3 Jalibert (44e, 61e, 77e) Carton(s) rouge(s) : Seuteni (58e) | Stade Pierre-Mauroy, Lille Arbitre : Tual Trainini |
| Demi finale Samedi 19 juin 2021 21 h | |                  | | Stade Pierre-Mauroy, Lille Arbitre : Tual Trainini |

| Finale Vendredi 25 juin 2021 21 h | Stade toulousain                                                          | 18 - 8 (12 - 0) | Stade rochelais                                 | Stade de France, Saint-Denis Arbitre : Mathieu Raynal |
| Finale Vendredi 25 juin 2021 21 h | Pénalité(s) : Ramos (3e, 34e, 64e, 73e) Drop(s) : Ramos (9e), Kolbe (40e) |                 | Essai(s) : Priso (77e) Pénalité(s) : West (43e) | Stade de France, Saint-Denis Arbitre : Mathieu Raynal |
| Finale Vendredi 25 juin 2021 21 h |                                                                           |                 |                                                 | Stade de France, Saint-Denis Arbitre : Mathieu Raynal |

## Statistiques

### Championnat de France

#### Meilleurs réalisateurs
| Rang | Joueur         | Poste            | Points | Essais | Transf. | Pén. | Drops |
| ---- | -------------- | ---------------- | ------ | ------ | ------- | ---- | ----- |
| 1    | Thomas Ramos   | Arrière          | 199    | 4      | 37      | 34   | 1     |
| 2    | Zack Holmes    | Demi d'ouverture | 101    | 2      | 18      | 19   | 0     |
| 3    | Matthis Lebel  | Ailier           | 65     | 13     | 0       | 0    | 0     |
| 4    | Romain Ntamack | Demi d'ouverture | 48     | 2      | 10      | 6    | 0     |
| 5    | Cheslin Kolbe  | Ailier           | 40     | 7      | 1       | 0    | 1     |

#### Meilleurs marqueurs
| Rang | Joueur            | Poste                  | Essais |
| ---- | ----------------- | ---------------------- | ------ |
| 1    | Matthis Lebel     | Ailier                 | 13     |
| 2    | Cheslin Kolbe     | Ailier                 | 7      |
| -    | Antoine Dupont    | Demi de mêlée          | 7      |
| 4    | Yoann Huget       | Ailier                 | 6      |
| 5    | Emmanuel Meafou   | Deuxième ligne         | 5      |
| 6    | Dimitri Delibes   | Ailier                 | 4      |
| -    | Selevasio Tolofua | Troisième ligne centre | 4      |
| -    | Thomas Ramos      | Arrière                | 4      |
| 9    | Alban Placines    | Troisième ligne        | 3      |
| -    | François Cros     | Troisième ligne aile   | 3      |
| -    | Maxime Médard     | Arrière                | 3      |
| -    | Iosefa Tekori     | Deuxième ligne         | 3      |
| 13   | Zack Holmes       | Demi d'ouverture       | 2      |
| -    | Sofiane Guitoune  | Centre                 | 2      |
| -    | Rynhardt Elstadt  | Troisième ligne aile   | 2      |
| -    | Antoine Miquel    | Troisième ligne aile   | 2      |
| -    | Peato Mauvaka     | Talonneur              | 2      |
| -    | Julien Marchand   | Talonneur              | 2      |
| -    | Pierre Fouyssac   | Centre                 | 2      |
| -    | Lucas Tauzin      | Centre                 | 2      |
| -    | Romain Ntamack    | Demi d'ouverture       | 2      |
| 21   | Théo Idjellidaine | Demi de mêlée          | 1      |
| -    | Charlie Faumuina  | Pilier                 | 1      |
| -    | Dorian Aldegheri  | Pilier                 | 1      |
| -    | Guillaume Cramont | Talonneur              | 1      |
| -    | Thibaud Flament   | Deuxième ligne         | 1      |

### Coupe d'Europe

#### Meilleurs réalisateurs
| Rang | Joueur          | Poste            | Points | Essais | Transf. | Pén. | Drops |
| ---- | --------------- | ---------------- | ------ | ------ | ------- | ---- | ----- |
| 1    | Romain Ntamack  | Demi d'ouverture | 69     | 0      | 6       | 19   | 0     |
| 2    | Antoine Dupont  | Demi de mêlée    | 20     | 4      | 0       | 0    | 0     |
| 3    | Cheslin Kolbe   | Ailier           | 10     | 2      | 0       | 0    | 0     |
| -    | Matthis Lebel   | Ailier           | 10     | 2      | 0       | 0    | 0     |
| 5    | Thomas Ramos    | Demi d'ouverture | 09     | 0      | 3       | 1    | 0     |
| 6    | Rory Arnold     | Deuxième ligne   | 05     | 1      | 0       | 0    | 0     |
| -    | Julien Marchand | Talonneur        | 05     | 1      | 0       | 0    | 0     |

#### Meilleurs marqueurs
| Rang | Joueur           | Poste          | Essais |
| ---- | ---------------- | -------------- | ------ |
| 1    | Antoine Dupont   | Demi de mêlée  | 4      |
| 2    | Cheslin Kolbe    | Ailier         | 2      |
| -    | Matthis Lebel    | Ailier         | 2      |
| 4    | Rory Arnold      | Deuxième ligne | 1      |
| -    | Julien Marchand  | Talonneur      | 1      |
| -    | Juan Cruz Mallía | Centre         | 1      |

## Sélections internationales
Rodrigue Neti et Selevasio Tolofua (France) connaissent leur première cape internationale cette saison.
Les joueurs toulousains ne sont pas sélectionnés pour la tournée estivale en Australie à cause de leur participation à la finale du Top 14.
| Joueur              | Poste                  | Pays           | Compétitions | Compétitions | Compétitions         | Compétitions | Sélections (points) |
| Joueur              | Poste                  | Pays           | Test match   | Tournoi 2020 | Coupe d'automne 2020 | Tournoi 2021 | Sélections (points) |
| ------------------- | ---------------------- | -------------- | ------------ | ------------ | -------------------- | ------------ | ------------------- |
| Dorian Aldegheri    | Pilier                 | France         | Non          | Non          | Oui                  | Oui          | 4 (0)               |
| Cyril Baille        | Pilier                 | France         | Oui          | Oui          | Oui                  | Oui          | 8 (5)               |
| Rodrigue Neti       | Pilier                 | France         | Non          | Non          | Oui                  | Non          | 2 (0)               |
| Julien Marchand     | Talonneur              | France         | Oui          | Oui          | Oui                  | Oui          | 8 (0)               |
| Peato Mauvaka       | Talonneur              | France         | Non          | Non          | Oui                  | Non          | 2 (0)               |
| François Cros       | Troisième ligne aile   | France         | Oui          | Oui          | Non                  | Non          | 2 (0)               |
| Selevasio Tolofua   | Troisième ligne centre | France         | Non          | Non          | Oui                  | Non          | 1 (0)               |
| Antoine Dupont      | Demi de mêlée          | France         | Oui          | Oui          | Oui                  | Oui          | 8 (30)              |
| Romain Ntamack      | Demi d'ouverture       | France         | Oui          | Oui          | Non                  | Oui          | 4 (47)              |
| Thomas Ramos        | Arrière                | France         | Oui          | Oui          | Oui                  | Non          | 3 (14)              |
| David Ainu'u        | Pilier                 | États-Unis     | Oui          | Non          | Non                  | Non          | 2 (0)               |
| Juan Cruz Mallía    | Arrière                | Argentine      | Oui          | Non          | Non                  | Non          | 1 (0)               |
| Santiago Chocobares | Centre                 | Argentine      | Oui          | Non          | Non                  | Non          | 2 (0)               |
| Cheslin Kolbe       | Ailier                 | Afrique du Sud | Oui          | Non          | Non                  | Non          | 3 (5)               |
| Rynhardt Elstadt    | Troisième ligne aile   | Afrique du Sud | Oui          | Non          | Non                  | Non          | 1 (0)               |

## Récompenses individuelles

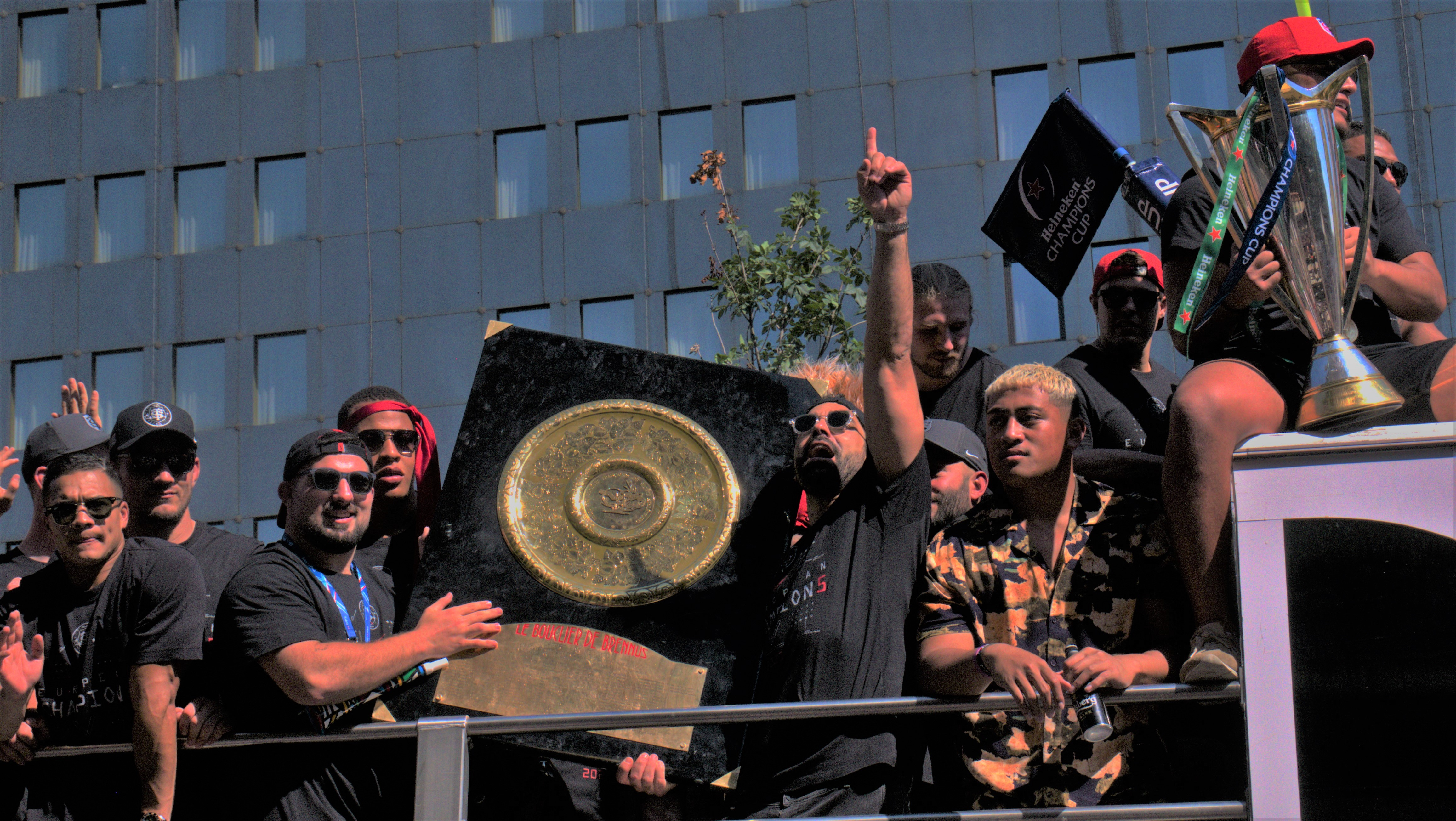
Les joueurs célébrant la victoire en top 14

- Meilleur joueur du tournoi des Six Nations 2020 : Antoine Dupont
- Prix EPCR du joueur européen de l'année 2021 : Antoine Dupont[13].
- Nuit du rugby :
  - Meilleur joueur du Top 14 : Antoine Dupont
  - Meilleur joueur international français : Antoine Dupont
  - Meilleur staff du Top 14
  - Plus bel essai de la saison de Top 14 : Matthis Lebel
- Oscars du Midi olympique[14] :
  -  Oscar Monde 2021 : Antoine Dupont
  -  Oscar d'or 2021 : Antoine Dupont
  -  Oscar Europe 2021 : Cyril Baille